# Ctenochira subcrassa
Ctenochira subcrassa är en stekelart som först beskrevs av Cresson 1868.  Ctenochira subcrassa ingår i släktet Ctenochira och familjen brokparasitsteklar. Inga underarter finns listade i Catalogue of Life.